# آنجلو پازولینی
آنجلو پازولینی (انگلیسی: Angelo Pasolini; ۴ اکتبر ۱۹۰۵ – ۱۹ فوریهٔ ۱۹۵۹) بازیکن فوتبال اهل ایتالیا بود.
از باشگاه‌هایی که در آن بازی کرده‌است می‌توان به باشگاه فوتبال آ.اس. رم، باشگاه فوتبال برشا، و باشگاه فوتبال پیزا اشاره کرد.